# Alien Sex Fiend
Alien Sex Fiend es una banda gótica británica formada en 1982 en Londres, considerada una de las primeras bandas de Goth junto a Sex Gang Children y Specimen.

## Historia
Empezaron en el mítico club de Londres The Batcave (Cuna de la subcultura gótica), en 1982, mismo club donde solían tocar los anfitriones Specimen, rápidamente se colocaron en la escena gótica psicodélica, con sonidos de punk ácido, rock industrial oscuro, samples y loops pesados y voces "maníacas".
Compuesto por Nick Fiend y su señora Fiend, influenciados por el punk, el rock, la estética y las actuaciones de iconos como Alice Cooper, han lanzado una larga discografía durante años. Evolucionando  desde el industrial pesado a los estilos más experimentales y ambientales, los fanes de Alien Sex Fiend siempre se están preguntando lo que el siguiente álbum va a exigir. En los años 1980, Alien Sex Fiend teloneo en varias ocasiones a Alice Cooper en Inglaterra (Incluso tienen algunos covers de Cooper y The Cramps).
Mientras que nunca alcanzaron el éxito comercial masivo (lo desearan o no), siguen siendo un accesorio en radio de la universidad. Y pueden jactarse de ser la primera banda en el mundo en lanzar un simple de 11" (y probablemente el único), “E.S.T. (Trip To the Moon)” en octubre de 1984.
Su vídeo "Now I'm Feeling Zombiefied" fue ofrecido para la serie animada de MTV Beavis and Butt-Head.
Actualmente residen en Cardiff, Gales.

## Actuaciones en vivo
Para su 25to aniversario, la banda anunció recientemente que dará tres conciertos en vivo. El primero será en el club de Koko en Camden Town, Londres el 13 de enero. Los otros serán en Gaverke en Waregemen, Bélgica; y La Locomotive en París, Francia los días 20 y 21 de enero, respectivamente.

## Discografía

### Álbumes de estudio
- Who's Been Sleeping In My Brain? (1983)
- Acid Bath (1984)
- Maximum Security (1985) – UK #100
- It - The Album (1986)
- The First Alien Sex Fiend Compact Disc (1986)
- Here Cum Germs (1987)
- The Impossible Mission Mini-LP (US release) (1987)
- Another Planet (1988)
- Curse (1990)
- Open Head Surgery (1992)
- The Legendary Batcave Tapes (1993)
- Inferno (1994)
- Nocturnal Emissions (1997)
- Nocturnal Emissions (Special Edition) (2000)
- Information Overload (2004)
- Death Trip (2010)
- Possesed (2018)
- Re-Possesed (2019)

### Álbumes en vivo
- Liquid Head In Tokyo (1985)
- Too Much Acid (1989)
- The Altered States Of America (1993)
- Flashbacks! (Live 1995-1998) (2001)

### Compilaciones
- All Our Yesterdays (1988)
- Drive My Rocket (USA) (1994)
- I'm Her Frankenstein (USA) (1995)
- The Singles 1983-1995 (1995)
- The Batcave Masters (USA) (1998)
- Fiend At The Controls Vols 1 & 2 (1999)
- The Best Of Alien Sex Fiend (2001)
- Fiend Club (2005)
- The Very Best Of Alien Sex Fiend (2005)
- Para-Abnormal (2006)

### Sencillos
- Ignore The Machine (1983)
- Lips Can't Go (1983)
- Dead And Buried (1984) – UK #91
- E.S.T. (Trip To The Moon) (1984)
- R.I.P. (Blue Crumb Truck) (1984)
- I'm Doing Time In A Maximum Security Twilight Home (1985)
- Ignore The Machine (Re-issue) (1985) – UK #99
- Ignore The Machine Electrode Mix (1985)
- I Walk The Line (1986)
- Smells like... (1986)
- Here Cum Germs (1987)
- Hurricane Fighter Plane (1987)
- Stuff The Turkey (1987)
- The Impossible Mission (1987)
- Batman Theme (released as Dynamic Duo) (1988)
- Bun Ho! (1988)
- Haunted House (1989)
- Box Set Of 5 Singles (1990)
- Now I'm Feeling Zombiefied (1990)
- Magic (1992)
- Inferno - The Youth Mixes (1994)
- Inferno - The Mixes (1995)
- Evolution 12" (1996)
- Evolution CD (1996)
- Evolution Remixes 12" (1996)
- On A Mission Remixes 12" (1997)
- Tarot Mixes 12" (1998)